# Lorentz & Sakarias
Lorentz & Sakarias är en svensk duo från Södermalm, Stockholm, som består av bröderna Lorentz Berger och Sakarias Berger. Sakarias är född 1986 och Lorentz 1991 och de är båda uppväxta på Södermalm i Stockholm. Tidigare hette gruppen Lorentz & M. Sakarias. De släppte debutalbumet "Vi mot världen" 2009. De slog igenom med hitsingeln Mayhem, som är uppbyggd kring en sampling ur Sash!-låten Ecuador. 
Lorentz & Sakarias har utöver Mayhem också rönt stor uppmärksamhet för låtar som Baby!, Lever min dröm, Strawberry Remix och Stockholm Serenad. Den sistnämnda låten samplar Adolphson-Falks låt "Stockholmsserenad", och började spelas på radio innan den var officiellt utgiven. Eftersom rättigheterna till samplingen inte var friköpta övervägde Adolphson-Falks skivbolag att stämma bröderna, men frågan löstes genom att bolaget istället gav ut den nya låten.
Den 9 november 2012 släpptes duons andra album "Himlen är som mörkast när stjärnorna lyser starkast". På albumet medverkar gäster som Newkid, jj och Duvchi. Den mest spelade låten från det albumet är "Garbo, Astrid & Taube", vars karakteristiska kör-melodi är en sampling av det brittiska bandet Crystal Fighters låt "At home".
2014 gjorde Lorentz solodebut med albumet Kärlekslåtar. Samma år gjorde Sakarias solodebut med albumet Atlanten.

## Diskografi

### Studioalbum
- 2009 - Vi mot världen

- 2012 - Himlen är som mörkast när stjärnorna lyser starkast

### Singlar
- 2007 - Stockholm Serenad
- 2008 - Baby!
- 2009 - Mayhem
- 2009 - Lever min dröm (Feat. Newkid)
- 2012 - Garbo, Astrid & Taube (Feat. Duvchi)
- 2012 - Diamant
- 2012 - Sommarsnö (feat. JJ)
- 2012 - En Kärlekshistoria (feat. DJ Sleepy)
- 2012 - Klarabergsviadukten